# Benoitia ocellata
Benoitia ocellata là một loài nhện trong họ Agelenidae.
Loài này thuộc chi Benoitia. Benoitia ocellata được Mary Agard Pocock miêu tả năm 1900.